# David Philipson
David Philipson (* im 20. Jahrhundert) ist ein US-amerikanischer Bansuri-Spieler.

## Leben und Wirken
Philipson studierte ab 1978 klassische nordindische Musik und Bansuri bei Amiya Dasgupta, Tabla und Rhythmik bei Taranath Rao sowie südindische, jawanische und balinesische und ghanaische Musik am CalArts. 1984 ging er mit einem Fulbright-Stipendium nach Indien, wo er bis 1986 Schüler von Pannalal Ghosh, V. G. Karnad, Devendra Murdeshwar und Nityanand Haldipur war, daneben auch Unterricht bei Ali Akbar Khan, Ravi Bellare und Rajeev Taranath hatte.
Philipson war Solist in der USA-Erstaufführung von Karlheinz Stockhausens Sternenklang  beim Los Angeles Olympic Arts Festival (1984) und von T. Sankarans Komposition Lagu Misra beim CalArts World Music Festival 1994. 1993 führte das Guthrie Theatre Girish Karnads Stück Naga Mandala auf, an dem Philipson als Komponist, musikalischer Direktor und ausführender Musiker mitwirkte.
Er arbeitete auch als Begleiter von balinesischen und indischen Tänzern wie Viji Prakash, Nandita Behera, Maulik Shah, Bhairavi Kumar und Oguri.
Seit Ende der 1990er Jahre ist er Mitglied von Wadada Leo Smiths Ensemble N'Da Kulture und Adam Rudolphs go:organic orchestra, mit denen er jeweils mehrere Alben als Solist aufnahm. 2000 spielte er mit Mark Nauseef das Album Venus Square Mars: Music for Deep Night ein.
| Personendaten    | Personendaten                     |
| ---------------- | --------------------------------- |
| NAME             | Philipson, David                  |
| KURZBESCHREIBUNG | US-amerikanischer Bansuri-Spieler |
| GEBURTSDATUM     | 20. Jahrhundert                   |